# 克洛弗鎮區 (明尼蘇達州馬諾門縣)
克洛弗鎮區（英語：Clover Township）是位於美國明尼蘇達州馬諾門縣的一個行政鎮區。

## 地方資料
克洛弗鎮區的面積為92.41平方千米，當中陸地面積為90.33平方千米，而水域面積為2.08平方千米。根據2020年美國人口普查的數據，當地共有人口142人，而人口密度為每平方千米1.54人。